# 于斯 (德国)
于斯是德国莱茵兰-普法尔茨州的一个市镇。总面积1.49平方公里，总人口57人，其中男性26人，女性31人（2011年12月31日），人口密度38人/平方公里。